# Ayun Pa (thị xã)
Ayun Pa là một thị xã cũ thuộc tỉnh Gia Lai, Tây Nguyên, Việt Nam.
Thị xã Ayun Pa là cửa ngõ phía đông nam tỉnh Gia Lai, có các đường giao thông thuận lợi nối liền với các tỉnh duyên hải miền trung và khu vực Tây Nguyên, tạo nên điều kiện thuận lợi về thông thương và phát triển các loại hình dịch vụ.

## Địa lý
Thị xã Ayun Pa nằm ở phía đông nam tỉnh Gia Lai, cách thành phố Pleiku 97 km về phía đông nam và có vị trí địa lý:
- Phía đông giáp các huyện Ia Pa và Krông Pa
- Phía tây giáp huyện Phú Thiện
- Phía nam giáp huyện Ea H'leo, tỉnh Đắk Lắk
- Phía bắc giáp các huyện Phú Thiện và huyện Ia Pa.

## Lịch sử

### Tên gọi
Địa danh Ayun Pa là tên gọi được ghép từ tên hai con sông là sông Ayun và sông Pa (sông Ba), do vị trí địa lý nằm ở ngã ba sông nơi sông Ayun hợp lưu với sông Ba.
Ayun Pa có các tên cũ là Cheo Reo, Phú Bổn, Hậu Bổn.

### Lịch sử hành chính
Thời Việt Nam Cộng hoà là quận lỵ quận Cheo Reo của tỉnh Pleiku.
Từ năm 1962, khi thành lập tỉnh Phú Bổn, thì Cheo Reo trở thành tỉnh lỵ tỉnh này với tên gọi mới là thị xã Hậu Bổn, tỉnh Phú Bổn.
Sau khi Việt Nam thống nhất, Ayun Pa là huyện thuộc tỉnh Gia Lai - Kon Tum. Huyện Ayun Pa ban đầu bao gồm 14 xã: Chư A Thai, Chư Răng, Đất Bằng, Ia Dreh, Ia Hiao, Ia Mrơn, Ia Piar, Ia RBol, Ia RMok, Ia R'tô, Ia Rsai, Ia Tul, Krông Năng và Pờ Tó.
Theo Quyết định số 178-CP ngày 23 tháng 4 năm 1979 của Hội đồng Chính phủ, việc chia huyện Ayun Pa thuộc tỉnh Gia Lai – Kon Tum thành hai huyện lấy tên là huyện Ayun Pa và huyện Krông Pa.
Ngày 2 tháng 3 năm 1979, thành lập thị trấn Ayun Pa (thị trấn huyện lỵ huyện Ayun Pa) theo Quyết định số 77-CP của Hội đồng Chính phủ.
Ngày 23 tháng 4 năm 1979, tách 6 xã: Ia Rsai, Chư Drăng, Ia Rmok, Đất Bằng, Ia Dreh và Krông Năng để thành lập huyện Krông Pa. Huyện Ayun Pa còn lại 8 xã: Chư A Thai, Ia Hiao, Ia Mrơn, Ia Piar, Ia RBol, Ia R'tô, Ia Tul và Pờ Tó.
Ngày 29 tháng 10 năm 1983, Hội đồng Bộ trưởng ban hành Quyết định số 122-HĐBT, theo đó:
- Chia xã Chư A Thai thành 2 xã: Chư A Thai và Ia Sol
- Chia xã Ia Tul thành 2 xã: Ia Tul và Chư Mố
- Chia xã Ia Mrơn thành 2 xã: Ia Mrơn và Ia Trok
- Chia xã Pờ Tó thành 2 xã: Pờ Tó và Chư Drăng.

Ngày 6 tháng 12 năm 1990, chia xã Chư A Thai thành 2 xã: Chư A Thai và Ia Yeng.
Ngày 12 tháng 8 năm 1991, tỉnh Gia Lai được tái lập, huyện Ayun Pa thuộc tỉnh Gia Lai.
Ngày 21 tháng 8 năm 1998, Chính phủ ban hành Nghị định 65/1998/NĐ-CP. Theo đó:
- Thành lập xã Ia Sao trên cơ sở 11.260 ha diện tích tự nhiên và 2.838 người của xã Ia R'tô
- Thành lập Ia Broăi trên cơ sở 2.320 ha diện tích tự nhiên và 2.807 người của xã Ia Tul
- Thành lập xã Ia Kdăm trên cơ sở 13.227 ha diện tích tự nhiên và 2.043 người của xã Chư Mố
- Thành lập xã Kim Tân trên cơ sở 4.454,5 ha diện tích tự nhiên và 3.428 người của xã Chư Răng
- Thành lập thị trấn Phú Thiện trên cơ sở điều chỉnh 156 ha diện tích tự nhiên và 3.077 người của xã Chư A Thai, 1.395 ha diện tích tự nhiên và 13.306 người của xã Ia Sol.

Ngày 13 tháng 5 năm 2002, Chính phủ ban hành Nghị định 54/2002/NĐ-CP. Theo đó:
- Thành lập xã Ia Peng trên cơ sở trên cơ sở 1.800 ha diện tích tự nhiên và 2.982 người của xã Ia Piar
- Thành lập xã Ia Ke trên cơ sở 5.928 ha diện tích tự nhiên và 8.579 người của xã Chư A Thai.

Từ đây, huyện Ayun Pa bao gồm 2 thị trấn: Ayun Pa, Phú Thiện và 19 xã: Chư A Thai, Chư Mố, Chư Răng, Ia Broăi, Ia Hiao, Ia Kdăm, Ia Ke, Ia Mrơn, Ia Peng, Ia Piar, Ia Rbol, Ia Rtô, Ia Sao, Ia Sol, Ia Trok, Ia Tul, Ia Yeng, Kim Tân, Pờ Tó.
Ngày 18 tháng 12 năm 2002, tách 9 xã: Pờ Tó, Chư Rang, Kim Tân, Ia Tul, Ia Broăi, Ia K'dăm, Chư Mố, Ia Trok và Ia Mrơn thuộc huyện Ayun Pa để thành lập huyện Ia Pa.
Huyện Ayun Pa còn lại 10 xã: Chư A Thai, Ia Hiao, Ia Ke, Ia Peng, Ia Piar, Ia Rbol, Ia Rtô, Ia Sao, Ia Sol, Ia Yeng và 2 thị trấn: Ayun Pa, Phú Thiện.
Ngày 07 tháng 10 năm 2005, 1901/2005/QĐ-BXD công nhận thị trấn AyunPa là đô thị loại IV.
Ngày 15 tháng 9 năm 2006, Chính phủ ban hành Nghị định 98/2006/NĐ-CP. Theo đó:
- Thành lập xã Ayun Hạ trên cơ sở 2.765 ha diện tích tự nhiên và 5.130 nhân khẩu của xã Ia Ke
- Đổi tên xã Ia Ke thành xã Ia Ake
- Thành lập xã Chrôh Pơnan trên cơ sở 2.158,5 ha diện tích tự nhiên và 3.708 người của xã Ia Hiao.

Từ đó đến cuối năm 2006, huyện Ayun Pa có 14 đơn vị hành chính cấp xã trực thuộc, bao gồm 2 thị trấn: Ayun Pa (huyện lỵ), Phú Thiện và 12 xã: Ia R'tô, Ia R'bol, Ia Sao, Chư A Thai, Ia Ke, Ia Sol, Ia Piar, Ia Peng, Ayun Hạ, Ia Yeng, Chrôh Pơnan, Ia Hiao.
Ngày 30 tháng 3 năm 2007, Chính phủ ban hành Nghị định số 50/2007/NĐ-CP về việc thành lập thị xã Ayun Pa và các phường thuộc thị xã Ayun Pa. Theo đó:
- Thành lập thị xã Ayun Pa trên cơ sở tách thị trấn Ayun Pa và 3 xã: Ia R'tô, Ia R'bol, Ia Sao thuộc huyện Ayun Pa.
- Thành lập 4 phường: Cheo Reo, Hòa Bình, Đoàn Kết và Sông Bờ trên cơ sở giải thể thị trấn Ayun Pa
- Thành lập xã Chư Băh trên cơ sở điều chỉnh 6.959 ha diện tích tự nhiên và 3.306 người của xã Ia Rbol
- Đổi tên phần còn lại của huyện Ayun Pa thành huyện Phú Thiện.

Sau khi thành lập, thị xã Ayun Pa có 28.700,5 ha diện tích tự nhiên và 35.058 người với 8 đơn vị hành chính cấp xã trực thuộc, gồm 4 phường và 4 xã.

## Hành chính
Thị xã Ayun Pa có 8 đơn vị hành chính cấp xã trực thuộc, bao gồm 4 phường: Cheo Reo, Đoàn Kết, Hòa Bình, Sông Bờ và 4 xã: Chư Băh, Ia RBol, Ia R'tô, Ia Sao.
| Tên        | Diện tích (km²) | Dân số (người) |
| ---------- | --------------- | -------------- |
| Phường (4) |                 |                |
| Cheo Reo   | 4,42            | 8.060          |
| Hòa Bình   | 4,85            | 7.590          |
| Đoàn Kết   | 3,85            | 10.850         |
| Sông Bờ    | 4,16            | 9.660          |

| Tên     | Diện tích (km²) | Dân số (người) |
| ------- | --------------- | -------------- |
| Xã (4)  |                 |                |
| Chư Băh | 70,02           | 4.710          |
| Ia RBol | 85,78           | 4.350          |
| Ia R'tô | 31,00           | 3.920          |
| Ia Sao  | 83,40           | 4.580          |